# Unidad periférica de Pella
Pella, o Pela en castellano, (en griego Πέλλα, Pella) es una unidad periférica de Grecia perteneciente a la periferia de Macedonia Central. Su capital es la ciudad de Édessa. Tiene una extensión de 2.506 km² y una población de 144.340 habitantes (2001). Hasta el 1 de enero de 2011 fue una de las 51 prefecturas en que se dividía el país.

## Geografía
Está rodeada de montañas por el norte y el suroeste; con más precisión por el monte Vermio y el Voras por el noroeste y el Paiko en el noreste. La unidad periférica limita con la unidad periférica de Kilkís al noreste, Tesalónica al suroeste, Emacia al sur, con Kozani y el Lago Vergorritis al suroeste, con Flórina al oeste y con Macedonia del Norte al norte.

## Municipios
Desde 2011 se divide en 4 municipios:
- Almopía
- Édessa
- Pela
- Skydra